# Кампитело Матезе
Кампитело Матезе је насеље у Италији у округу Кампобасо, региону Молизе.
Према процени из 2011. у насељу је живело 52 становника. Насеље се налази на надморској висини од 1439 м.